# Боттом
Боттом (нід. The Bottom) — адміністративний центр та найбільше місто острова Саба. Населення — 488 мешканців (2006).

## Географія

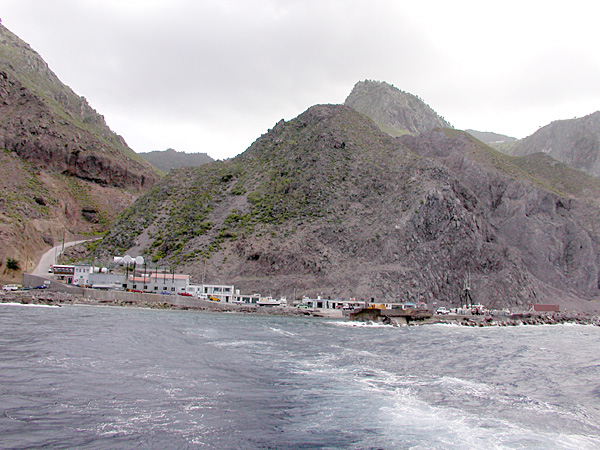
Порт

Боттом розташований у південно-західній частині острова, у горбистій місцевості, на схилах вулкана Маунт-Сінері (870 м.). На захід від Боттома (2 км), розташований єдиний пляж Саби в затоці Уеллс-Бей, на південь від міста (1,5 км), у затоці Форт-Бей є порт острова.

## Історія
Місто заснували в 1632 році переселенці з Зеландії. Йому дали ім'я Botte, що означає голландською — «Чаша». Назва пов'язана з його розташуванням у відносно плоскій долині, оточеній високими скелями. Від колоніального минулого в Боттомі збереглись бруковані дороги, мальовнича садиба губернатора в західній частині міста.

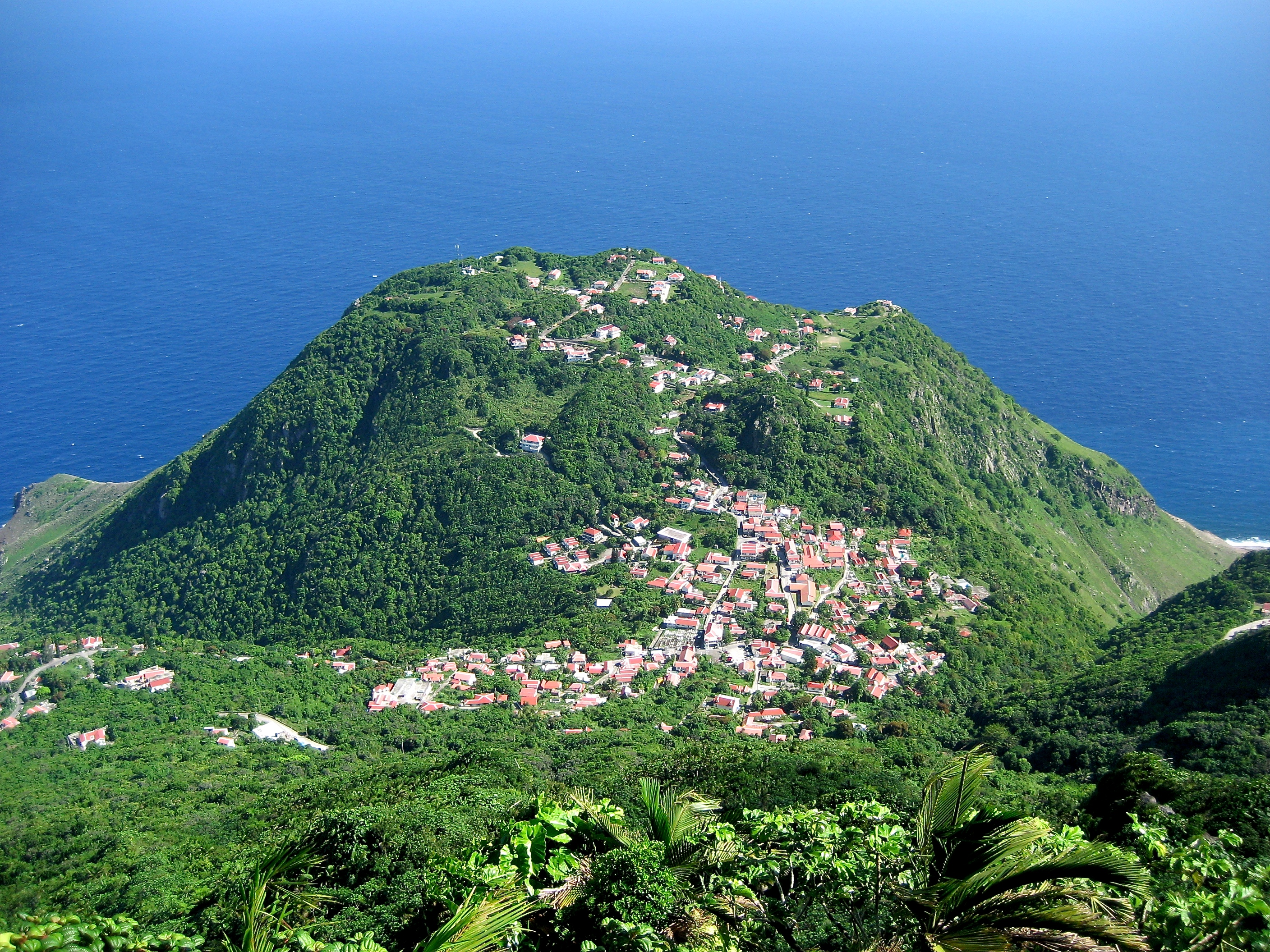
Маунт-Сценері

Боттом відрізняється від інших населених пунктів острова хіба що наявністю адміністративних офісів, лікарнею, будинком престарілих та сучасною дорогою, що йде звідси у Форт-Бей. В іншому це таке ж зелене та патріархальне містечко.
Центром Боттома є площа Мейн-Сквер, посеред якої височіє бюст Семюеля Чарльза — поліцейського, убитого в сутичці з наркоторговцями у 1989 році. Навколо площі розташовані будівлі пожежної служби, відділення поліції та суду.
У Боттомі є три церкви. Англіканська Церква Христа (Храм Христа) 1777 року — найстаріша будівля Саби. Дві інших церков — Римсько-католицька церква Святого Серця, побудований у 1877 та методистської Церква Святості, побудована у 1919, серйозно постраждали від урагану в 1995 році.
У передмісті розташована університетська медична школа Саби, де навчаються представники практично всіх країн Америки та регіону Карибського моря.